# Aphanotrigonum subfasciella
Aphanotrigonum subfasciella är en tvåvingeart som beskrevs av Collin 1949. Aphanotrigonum subfasciella ingår i släktet Aphanotrigonum och familjen fritflugor. Inga underarter finns listade i Catalogue of Life.